# Cheat
Cheat é uma gíria utilizada por gamers para designar códigos e truques especiais durante o jogo. Pelo fato destes geralmente resultarem em habilidades que beneficiam o jogador ou exibirem revelações do segredo do jogo, são por vezes considerados como trapaça. Assim, um cheater, usuário de cheats, pode ser considerado um trapaceiro. O termo cheat traduz-se para o português como trapaça, embora nem sempre um cheat seja trapaça, podendo algumas vezes ser requerido para que algum segredo do jogo seja exibido.

## Tipos de cheat
Os cheats criados pelas próprias empresas fabricantes do jogo, para proporcionar aos avaliadores do jogo caminhos mais rápidos. Geralmente são ativados através de um código ou uma sequência de botões (no caso de videogames). São eles:
- Os que fornecem ao jogador recursos infinitos ou em grande quantidade como munição, pontos de vida, dinheiro, etc, como os que aparecem em GTA San Andreas
- Os que levam o jogador a um estágio, uma fase, um mapa ou um cenário mais avançado.
- Os que podem ser considerados o do tipo mais "ilegal": aqueles que se aproveitam de falhas no jogo ou alteram partes dos arquivos do jogo (em alguns casos, adicionando outros arquivos à pasta do mesmo) para oferecer ao jogador vantagens não previstas pelos criadores, também conhecido como exploits. É mais comum visto quando usado em jogos de computador online.

## Trapaça em jogos online

### Editores de memória
Trapaça via edição de memória envolve alterar os valores da memória onde o jogo mantém informações (como a saúde do personagem, experiência, posição, etc). Isto pode ser conseguido de diferentes maneiras, dependendo do ambiente em que o jogo está sendo executado. Os desenvolvedores dos jogos, geralmente usam alocação dinâmica de memória, para evitar esse tipo de trapaça.

### Trainers
A maneira mais básica de conseguir trapacear em jogos online é por meio de software, que permite editar diretamente os valores numéricos em um determinado endereço de memória. Este tipo de software geralmente inclui um recurso que lhe permite realizar buscas de memória para auxiliar o usuário a localizar as áreas de memória onde valores conhecidos (como a vida ou a pontuação) estão localizados. Fornecido um endereço da memória, o editor de memória pode ser capaz de "congelar" o valor, impedindo o jogo de alterar as informações armazenadas nesse endereço de memória.
Trainers são um tipo especial de editor de memória, em que o software vem com funções pré-definidas para modificar uma parte da memória específica Quando distribuídos, os trainers muitas vezes têm um único número anexado ao título, representando o número de modificações que o mesmo tem disponível.

### Aimbots
Os aimbots se baseiam no fato de que o computador de cada jogador cliente recebe informações sobre todos os outros jogadores, sendo eles visíveis a partir da posição do jogador no campo de jogo ou não. Os aimbots simplesmente determinam a localização de qualquer oponente em relação à localização do jogador, e apontam a arma do jogador para o alvo. Esta rotina funciona independentemente se o adversário está por trás da parede ou longe demais para ser visto diretamente. Se o jogo sendo jogado permite que balas penetrem as superfícies das paredes, embora com dano reduzido (como jogos da franquia Counter-Strike), a memória pode ser manipulada para fazer com que as balas possam penetrar em quantidade infinita e o dano pode ser ajustado para garantir que o alvo seja atingido independentemente da posição. Este severamente amplia a vantagem injusta que o aimbot poderia fornecer.

### Wallhacks
Os "Wallhacks" permitem que o jogador possa ver através de objetos sólidos ou opacos, para saber com antecedência quando um adversário está prestes a entrar no campo de visão, saindo de uma área obstruída. Isto pode ser feito fazendo com que a textura das paredes fiquem transparente, ou modificando os mapas do jogo para inserir furos poligonais em paredes e outros objetos sólidos.
Tal como acontece com o aimbot, os wallhacks se baseiam no fato de que um servidor FPS geralmente envia a informação posicional de forma "prima" (raw) para todos os jogadores no jogo, e deixa que o jogo renderize e esconda os adversários atrás de muros, em folhagem das plantas, ou nas sombras escuras.

### ESP
Extrasensory perception (ESP) (literalmente: Percepção extrassensorial) em jogos online é um tipo de programa que exibe informações contextuais, como a saúde, nome, equipamentos, posição e/ou orientação de outros jogadores com marcadores, que seriam normalmente escondidos do jogador. No jargão militar, isso é conhecido como "Visualização de campo de batalha". Isto pode ser realizado através da leitura da memória do jogo com um programa externo, ou interceptar de pacotes (sniffer). Isto é difícil de detectar e provar, mas é definitivamente considerado trapaça.

### Fly Hack
Um "Fly Hack" é um cheat que permite o usuário desativar os limites de colisão nativos do jogo, permitindo que o jogador passe por todos os objetos, dando um bom lugar para se esconder, ou permitindo que o jogador ganhe vantagem, atingindo lugares que de outra forma seriam inacessíveis sem trapaça. Este é geralmente combinado com a capacidade de mover-se livremente em todos as direções, como se o jogador estivesse, de fato, voando. Isso é muitas vezes erroneamente chamado de "no clip". Alguns servidores podem acompanhar a posição do jogador e do movimento e decidir se o movimento é legítimo, no entanto, é muito mais difícil de implementar em situações onde há grande ênfase no cliente para processar a maioria ou toda a mecânica do jogo.

## Ver Também
- Código Konami
- Ferramenta de trapaça